# 劍橋 (紐約州)
劍橋（英語：Cambridge）是一個位於美國紐約州華盛頓縣的鎮。

## 人口
根據2020年美國人口普查的數據，劍橋的面積為94.56平方千米，當中陸地面積為94.23平方千米，而水域面積為0.33平方千米。當地共有人口1952人，而人口密度為每平方千米21人。